# Afitin
Afitin (fon-gbe) ou Irú (Yoruba) est un type de féverole (Parkia biglobosa), fermenté et transformé, utilisé comme condiment dans la cuisine. Il est très populaire au sein des populations d'Afrique de l'ouest. Il est utilisé dans la préparation de soupes traditionnelles telles que la soupe gusi, la soupe Okro, la soupe Ewedu et la soupe ogbono. Chez les mandingues d'Afrique de l'Ouest, cette moutarde africaine est connue sous le nom de sumbala. Les Yorubas classent l'irú en deux types : Irú Woro, couramment utilisé pour la préparation du ragoût, et Irú Pete, utilisée pour la fabrication des soupes ewedu et gusi. On l'utilise aussi dans les sauces légumes au Bénin comme le fonman. 
On peut le trouver frais ou séché. La variété fraîche est généralement enveloppée dans des feuilles de moimoi, d’apparence et de texture similaires aux feuilles de bananier. Il a une odeur très forte et piquante. 
La variété séchée est aplatie sous forme de disques ou de galettes pour la vente. L'irú séché a une saveur et une odeur moins prononcées que celles des viandes fraîches (bien que l'afitin séché frit dans de l'huile de cuisson restaure une grande partie de sa saveur). La variété séchée se conserve très bien dans les congélateurs. 
La partie la plus nutritive des caroubes est riche en lipides (29 %), en protéines (35 %) et en glucides (16 %). C'est une bonne source de calcium et de graisse pour les habitants des zones rurales. 
Pendant la fermentation, la teneur en sucres réducteurs augmente et la teneur totale initiale en acides aminés libres diminue. Toutefois, à la fin du processus, la teneur en acides aminés libres augmente considérablement. 

## Voir également
- Liste de plats africains
- Sumbala

## Galerie de photos

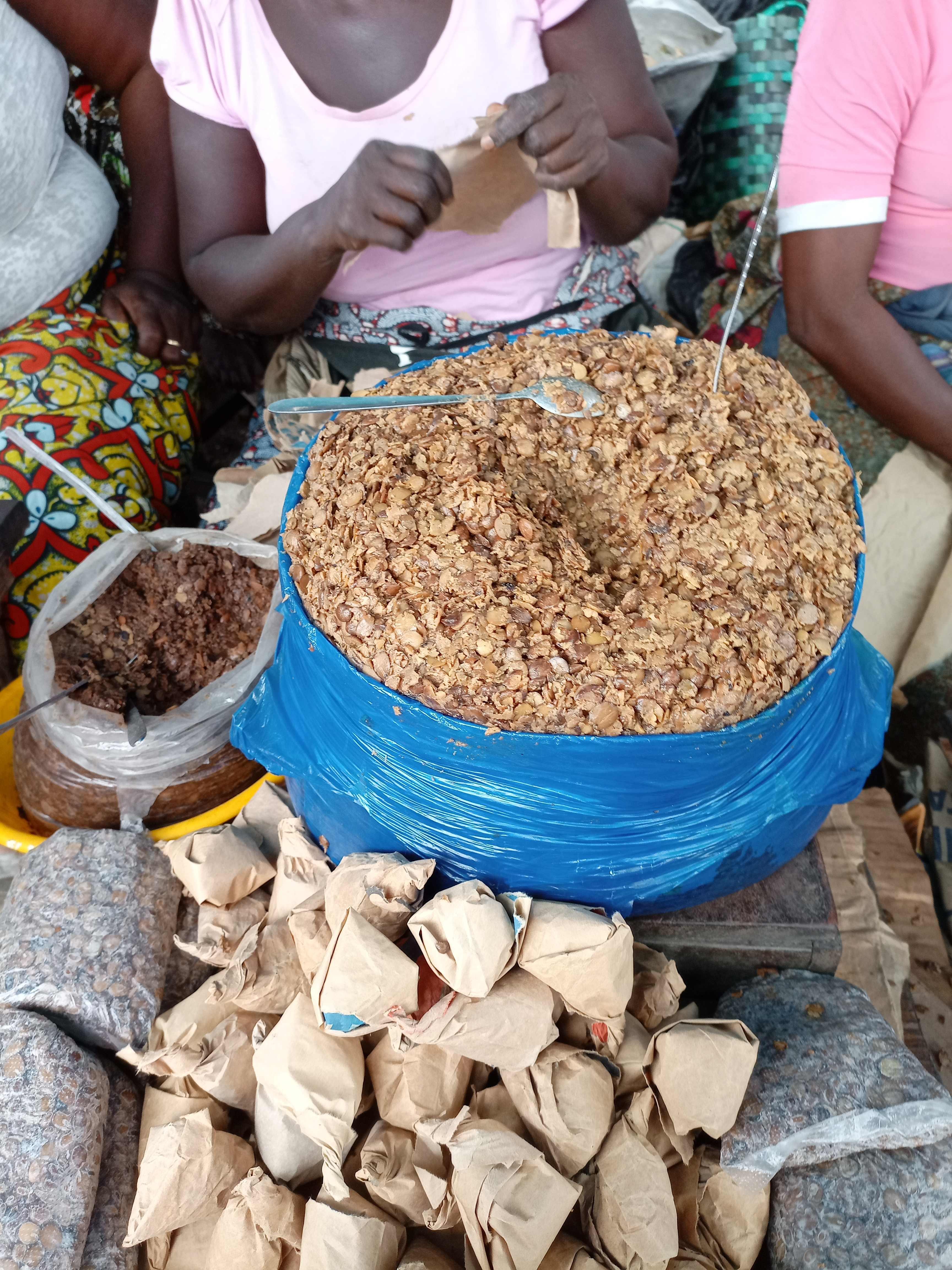
Afitin au marché de Tokpa
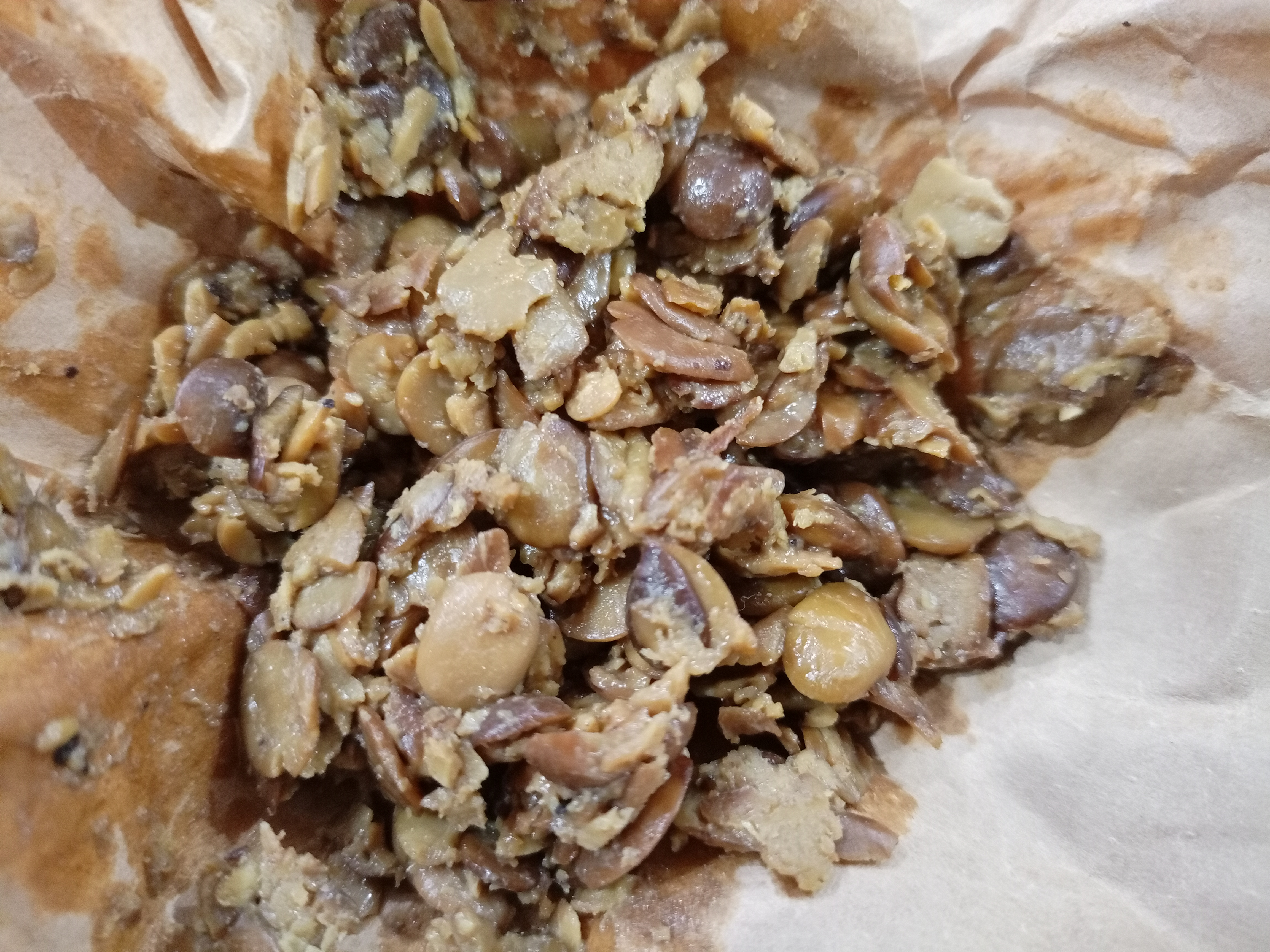
Afitin
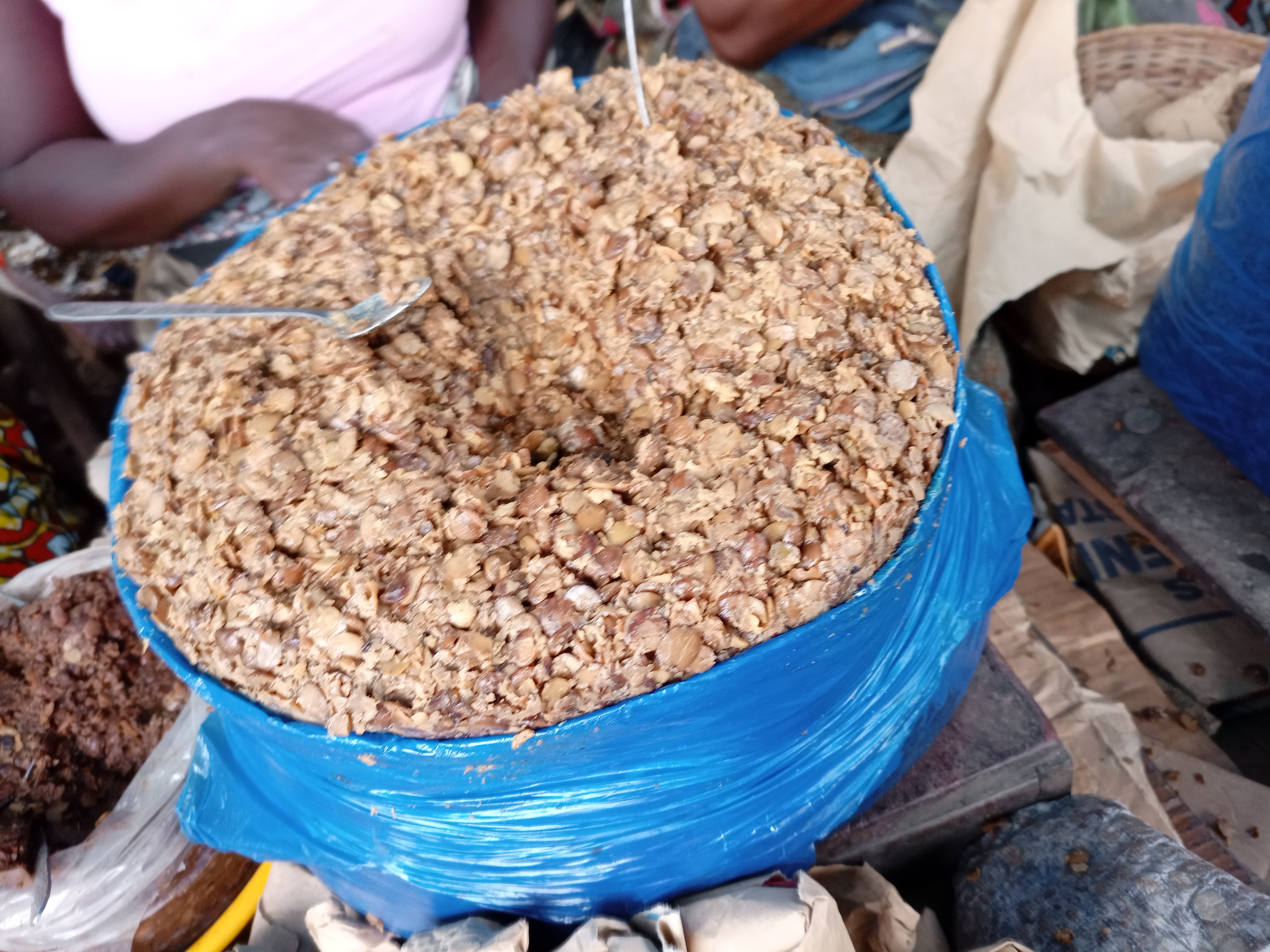
Afitin